# Синкретизм (філософія)
Синкретизм (грец. Συγκρητίσμος, sygkrètismos; «об'єднання критян») — поєднання різнорідних філософських початків в одну систему. На відміну від еклектизму, синкретизм поєднує ці початки без їх об'єднання. Злитість, нерозчленованість, яка характеризується для початкового стану в розвитку чого-небудь.
Термін поширився на форми об'єднань різнорідних початків в інших областях — в релігії, мистецтві та лінгвістиці.
Поняття синкретизму близько підходить до еклектизму (змішання); відмінність між ними вбачають у тому, що еклектизм намагається шляхом критики виділити з різних систем заможні принципи і органічно зв'язати їх в одне ціле, а синкретизм з'єднує різнорідні початки, не даючи їм істинного об'єднання, тому що ігнорує необхідність їх внутрішньої єдності і несуперечливий один одному. Синкретизм з особливою яскравістю проявився в представників олександрійської філософії, які намагалися поєднати грецьку філософію з східними вченнями. Те ж помічається у гностиків.
| Аристотель | Це незавершена стаття з філософії. Ви можете допомогти проєкту, виправивши або дописавши її. |